# جان آرتور جارویس
جان آرتور جارویس (به انگلیسی: John Arthur Jarvis) (زادهٔ ۲۴ فوریهٔ ۱۸۷۲) شناگر اهل بریتانیا است.